# Svetlana Aleksijevitj
Svetlana Aleksandrovna Aleksijevitj (ryska: Светлана Александровна Алексиевич, belarusiska: Святлана Аляксандраўна Алексіевіч, Svjatlana Aljaksandraŭna Aleksijevitj), född 31 maj 1948 i Stanislav (idag Ivano-Frankivsk), Ukrainska SSR, Sovjetunionen, är en belarusisk, ryskspråkig författare. 
Aleksijevitj har skrivit en serie om fem dokumentärromaner vid namn Utopins röster – Historien om den röda människan, som behandlar "sovjetmänniskan". Till de mest kända av dessa böcker hör Bön för Tjernobyl, Kriget har inget kvinnligt ansikte och Tiden second hand. Som en av den samtida ryska litteraturens främsta företrädare tilldelades hon 2015 Nobelpriset i litteratur "för hennes mångstämmiga verk, ett monument över lidande och mod i vår tid".

## Biografi och författarskap
Svetlana Aleksijevitj föddes i Ukrainska SSR tre år efter andra världskrigets slut. Hennes belarusiske far och ukrainska mor var efter kriget lärare i en by i Vitryska SSR där Svetlana växte upp. Vid slutet av 1960-talet blev hon antagen till journalistlinjen vid universitet i Minsk. Efter studierna arbetade hon som journalist, lärare och tidningsredaktör, osäker på vilken yrkesbana hon skulle välja.
Svetlana Aleksijevitj valde att bli författare efter att ha tagit del av den belarusiske författaren Ales Adamovitjs arbeten. Genom Adamovitj fann Aleksijevitj en arbetsmetod och ett förhållningssätt som stämde med hennes ambitioner att ge "vanliga" människor en röst i litteraturen. Ales Adamovitj kallade de kollektivromaner han var medförfattare till för "roman-oratorium", "vittnesmålsroman" och "episk kör". Utifrån dessa idéer har Aleksijevitj inför varje bok och varje ämne samtalat med hundratals personer och samlat röster och vittnesbörd om människan i Sovjetunionen.
Aleksijevitj kallar sin svit dokumentärromaner för Utopins röster – Historien om den röda människan. Den första boken i sviten är Kriget har inget kvinnligt ansikte där kvinnor berättar om sin tid i Röda armén under det Stora fosterländska kriget (andra världskriget). Boken var klar 1983 men anklagades för att vanhelga den heroiska sovjetiska kvinnan och gavs inte ut förrän Glasnost infördes 1985. Samma år publicerades De sista vittnena, om barns erfarenheter av kriget. Därefter skrev Aleksijevitj Zinkpojkar (1989), i vilken soldater och soldatmödrar vittnar om Sovjetunionens krig i Afghanistan. Boken kritiserades skarpt av militärer och kommunister. Vid denna tid gick Sovjetunionen mot sin upplösning och Vitryssland blev en självständig stat med namnet Belarus, officiellt Respublika Belarus, 1991. En rättegång mot Aleksijevitj och hennes bok Zinkpojkar inleddes 1992 i Minsk, men tack vare demokratiska krafter i landet lades åtalet ned. År 1993 kom Förförda av döden, där Aleksijevitj samtalar med personer som i sin förtvivlan över att de sovjetiska idealen vittrat sönder har försökt begå självmord. I den omtalade boken Bön för Tjernobyl (1996) har hon samlat röster om tiden efter kärnkrafthaveriet i Tjernobyl.
Under slutet av 1990-talet blev Aleksijevitj utsatt för trakasserier och påtryckningar av Lukasjenkoregimen och år 2000 lämnade hon landet. Genom organisationen The International Cities of Refuge Network fick hon en fristad i några västeuropeiska städer. Aleksijevitj bodde först i Paris, mellan 2006 och 2008 i Göteborg och därefter i Berlin. Hon flyttade tillbaka till Minsk 2011.
Den 9 september 2020 hotades Aleksijevitj att föras bort av maskerade säkerhetsmän, som bevakat henne under flera dagar. Men genom att ambassadörer från Sverige, Österrike, Rumänien, Slovakien och Litauen då fanns på plats i Aleksijevitjs lägenhet avvärjdes hotet för tillfället. Svetlana Aleksijevitj är därmed den enda av de sju medlemmarna i det så kallade Samordningsrådet (vilka vill förändra Belarus genom dialog och på fredlig väg) som ännu inte gripits eller deporterats.
Den sista boken i sviten Utopins röster, Tiden second hand, behandlar livet efter Sovjetunionens upplösning och gavs ut 2013. Aleksijevitj arbetar för närvarande på en dokumentärroman vars engelska titel är The Wonderful Deer of the Eternal Hunt. Boken handlar om människors kärlek till varandra. Arbetet med boken skildras i dokumentärfilmen Lyubov – Kärlek på ryska från 2017 av den svenske filmregissören Staffan Julén. Dokumentären följer Aleksijevitj under närmare tre år i hennes omfattande intervju- och researcharbete inför den nya boken.
Svetlana Aleksijevitj tilldelades 1996 Tucholskypriset av Svenska PEN. Hon har även tilldelats priser i Tyskland, Ryssland, Italien, Frankrike, USA och Polen. Hon fick 2011 Ryszard Kapuściński-priset för litterära reportage och tilldelades 2015 Nobelpriset i litteratur.
| ”                                                                      | Jag har tre hem: mitt belarusiska hemland - där min far föddes och där jag själv levt hela mitt liv - Ukraina, min mors hemland, där jag föddes, och så den stora ryska litteraturen, som inte kan föreställa mig vara utan. De är mig alla kära. Men att i vår tid tala om kärlek är svårt. | „ |
| – Svetlana Aleksijevitj i sin nobelpristagarföreläsning Stockholm 2015 | |   |